# 黑特梅克河
51°27′8.05″N 8°14′16.20″E / 51.4522361°N 8.2378333°E
黑特梅克河（德語：Hettmecke）是德國的河流，位於該國西部，處於北萊茵-威斯特法倫州，屬於黑沃河的左支流，河道全長6公里，流域面積6.3平方公里。